# 空中投下

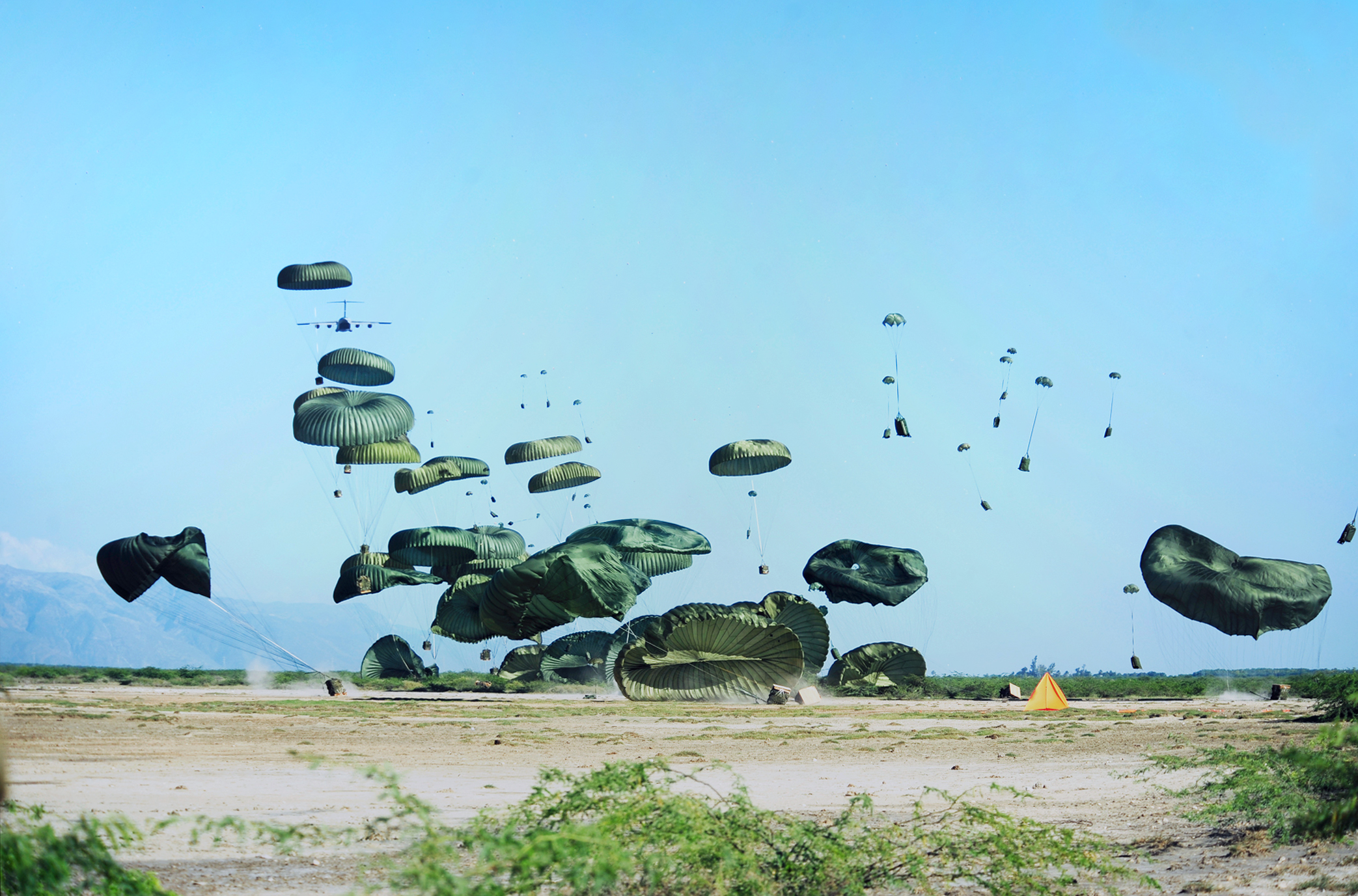
2010年のハイチ地震の際、C-17 グローブマスターIII輸送機より空中投下された人道支援物資

空中投下（くうちゅうとうか, Airdrop）は、航空輸送の一形態であり、飛行中の航空機から物資を投下し、所要の地点に物資を届ける方法である。自衛隊では、人員が降下する空挺降下と、貨物・装備を投下する物料投下の2種類に分けている。

## 物料投下
第二次世界大戦の時点で用いられていた輸送機は、いずれも貨客搭載口が胴体左側面（ポートサイド）に設けられており、開口部も小さかったため、空中投下できる兵器は機関銃や軽迫撃砲などに限られた。空挺兵がより強力な装備を使用するためには、軍用グライダーや、あるいは輸送機を強行着陸させて持ち込む必要があった。大戦後まもなく大型パラシュートとプラットフォームによる重物料投下方法が開発され、アメリカ空軍においては、1948年のフェアチャイルド C-119の実用化とともに重物料投下が可能となった。
重物料の投下方法は、コンテナを用いるものとプラットホームを用いるものの2種類に大別され、このための器材は、陸上自衛隊では重物料投下器材として装備化されている。

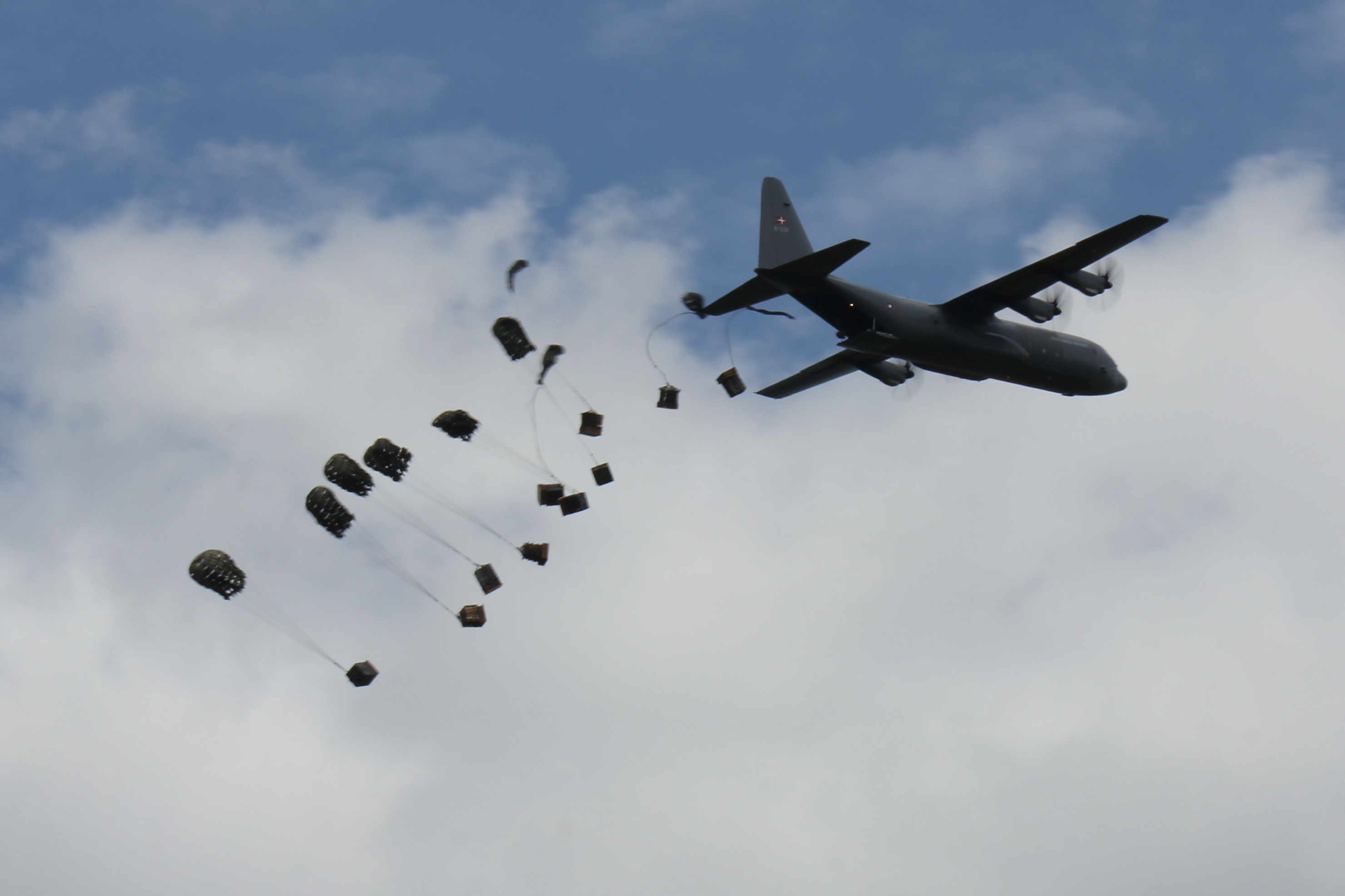
連続投下されるコンテナ

コンテナ投下方式（Container Delivery System, CDS）
弾薬や燃料、糧食などの補給品や、比較的軽量小型の装備品（250－1,000キロ）を投下容器に収容して投下する方式。ここで使用されるのは直径19メートルの物料傘2号、または抽出傘を使用する場合もある。容器を投下するとき、輸送機は投下地点で機首を上げて、機内の物料を滑り落とす「重力投下法」を行い、連続して数個の容器を投下することができる。C-1では最大8個、最大総重量にして8トン、またC-130Hでは最大16個、最大総重量にして約13.9トンまで投下できる。
例えば81mm迫撃砲の弾薬を投下する場合、1個あたりの梱包重量は910キログラム、梱包時間は1個あたり15分とされる。
プラットホーム投下方式（Platform Delivery System, PDS）
車両や火砲をアルミニウム製のプラットフォームに積載・固縛し、投下物の重量に応じて物料傘（パラシュート）を1－3個装着して投下する方式。投下の際には、まず直径約5メートルの抽出傘を機外に放出して開傘させ、その空気抵抗により、機内のコンベアに載っている重物料を機外に引っ張り出して、直径30メートルの物料傘を開傘し、降下する。ここで使用されるのは物料傘1号で、1個で1.6トンの吊り下げ能力を有しており、降下速度は投下物の重さによって変わるものの、おおむね6－9メートル毎秒とされる。C-1では最大で2個、最大総重量にして約8トン、またC-130Hでは最大で3個、最大総重量約19トンまで投下できる。
例えば1/2tトラックを投下する場合、梱包に約4時間、また投下後に開梱してエンジンを始動するまでに約30分かかる。
ソビエト連邦では、プラットフォームと落下傘とを結ぶ吊り帯に減速用逆噴射ロケットを装着して、着地の衝撃を和らげるという工夫も行っていた。またアメリカ軍では、輸送機を着陸すれすれの超低高度・低速で飛行させ、物料傘を装着せずに抽出傘のみで物料を引き出して地上に降ろすという低高度パラシュート抽出システム (LAPES) を実用化したが、これも接地時の衝撃を減らして極力破損を避けるための工夫であった。

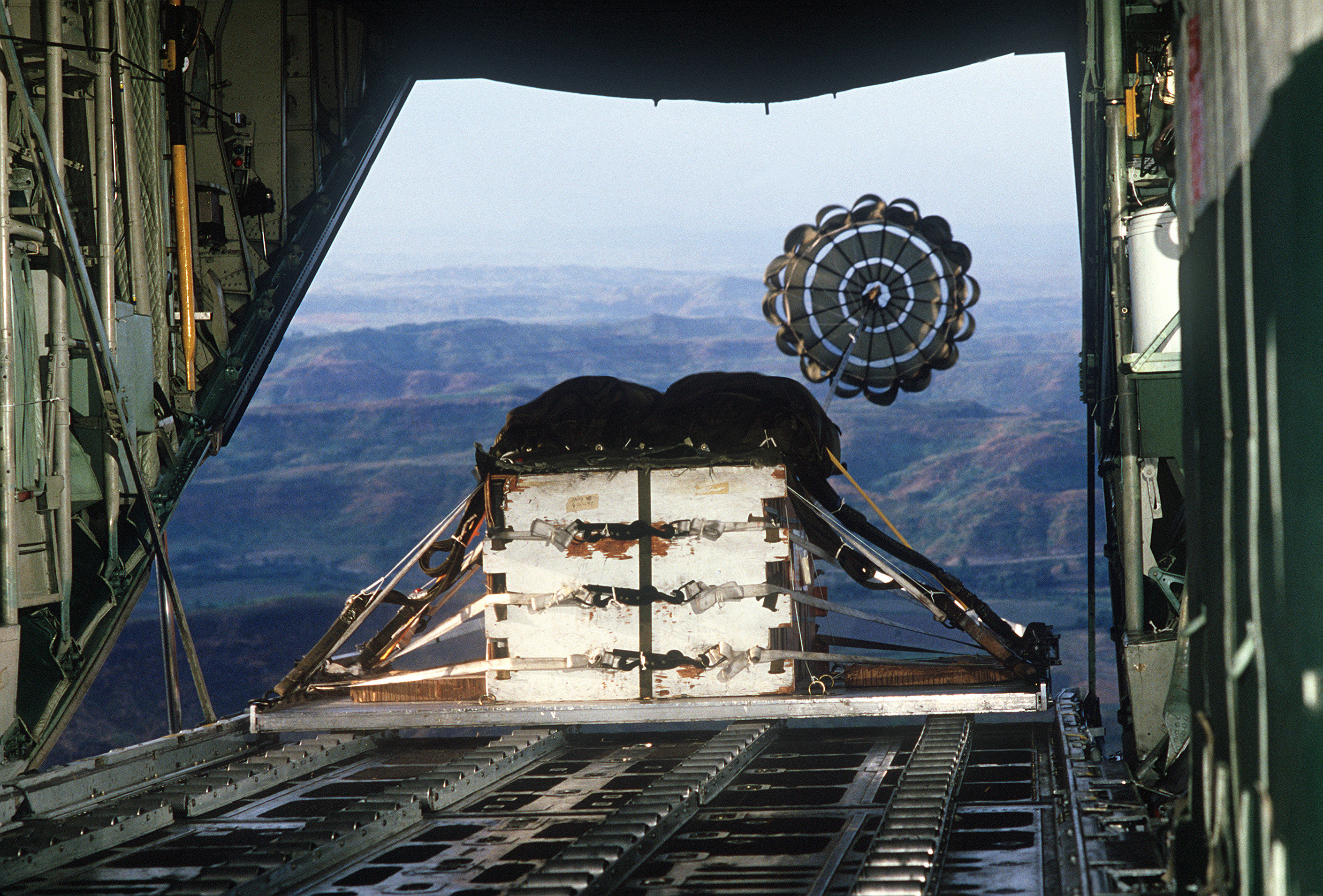
抽出傘により機内から引き出される貨物
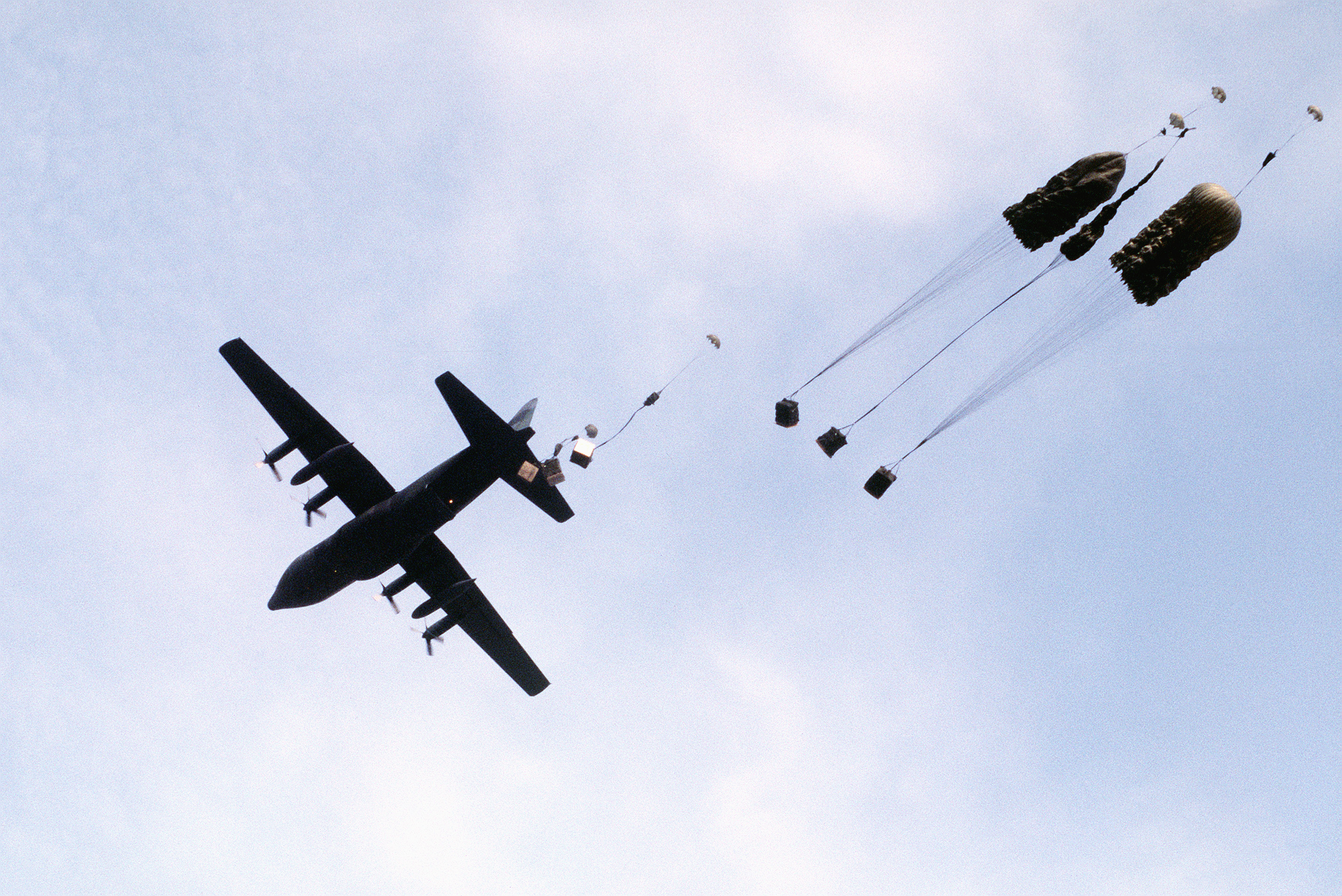
抽出傘により機内から引き出されたのち、順次に物料傘が開いていく様子
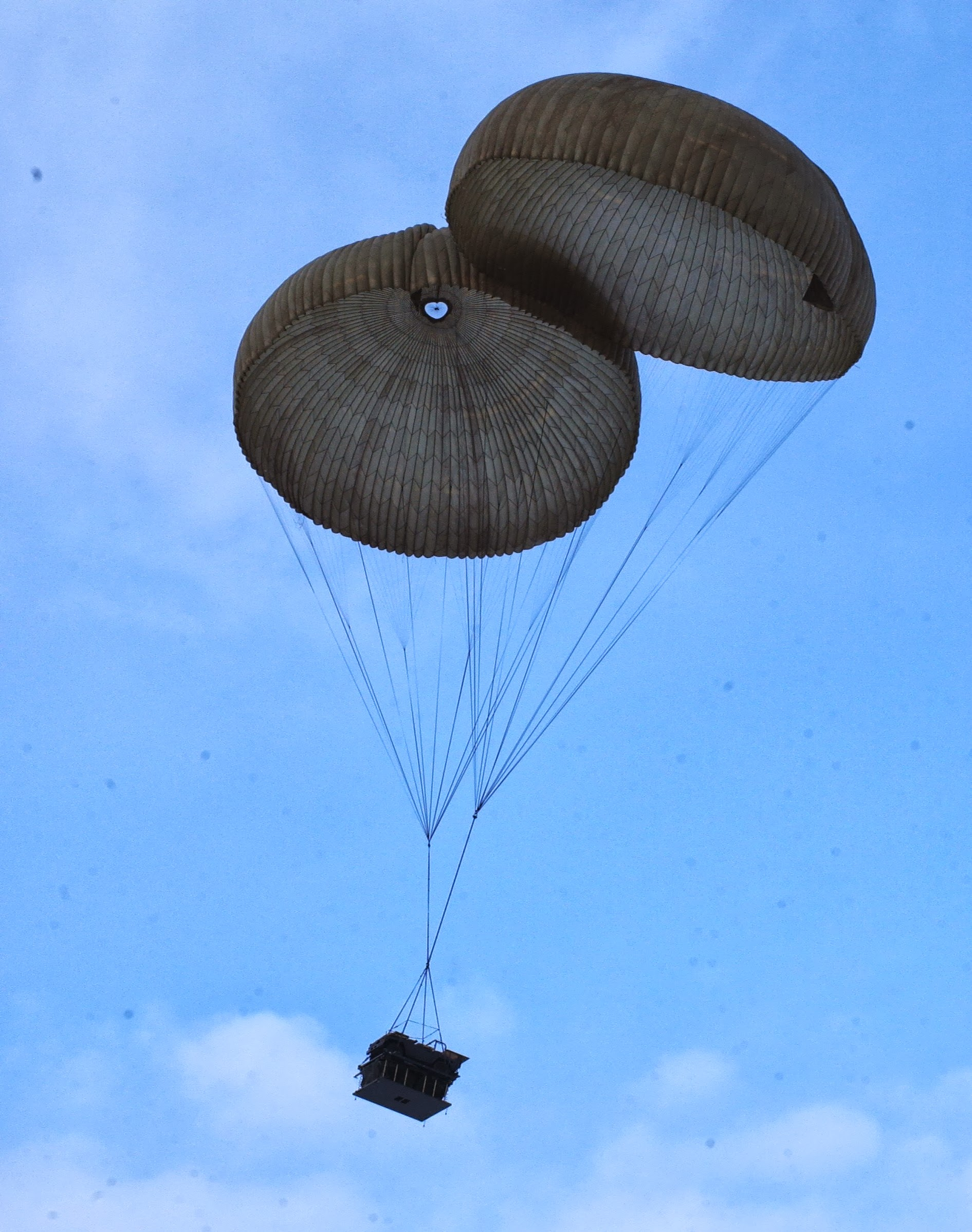
重物料投下器材で降下中の1/2tトラック
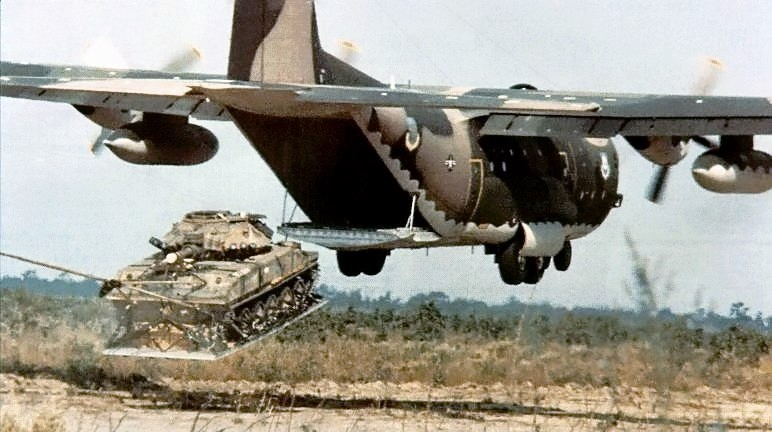
LAPESにより投下される空挺戦車（M551シェリダン）

ただし、パラシュートによる投下では、風に流されて着地位置がずれるという問題がある。この問題に対して、アメリカ軍ではGPS誘導を導入した統合空中精密投下システム (JPADS) を開発しており、2007年には実戦投入した。通常の空中投下では輸送機は地上との高度差が400–10,000フィート (120–3,050 m)程度のところを飛行するのに対して、JPADSを用いた投下の場合は25,000フィート (7,600 m)からでも精確に投下可能であり、対空兵器による脅威を低減できるというメリットもある。
一方、CDS・PDSよりも小型・軽量な物資を投下するときには低コスト低高度投下（Low Cost Low Altitude, LCLA）という方式が用いられる。これは小さな木製パレットに荷物と落下傘を固定し、乗員が手で押してドアから投下するという手動の方式である。また心理戦用のビラや一部の人道支援物資の投下の場合は、衝撃を考慮しないため、パラシュートも装着しないで投下する自由投下（Freedrop）が用いられる。
日本国内では、専門部隊として、陸上自衛隊第1空挺団後方支援隊および西部方面後方支援隊本部付隊に「投下支援小隊」が編成されている。

## 非軍事目的による投下事例

### 日本国内

全国高等学校野球選手権大会第92回の始球式で投下されたボール

日本の航空法では第89条で規定されており、落下地点に損害がない地点であって、事前に国土交通大臣に届け出れば可能となる。全国高等学校野球選手権大会では、開幕試合の始球式のボールは航空機から球場へ投下されるが、これは甲子園球場完成前年の1923年8月16日に鳴尾球場で開催された第9回全国中等学校優勝野球大会以来の伝統で、連合国軍占領下ではアメリカ軍機によって行われたこともあり、1956年の第38回大会以降は朝日新聞社のヘリコプターによって行われている。
なお自衛隊の場合は自衛隊法が優先される為、国交省に届け出なくとも空中投下を行う事が出来る。

### 国連世界食糧計画
国際連合世界食糧計画では、1973年8月から干ばつに苦しむチャドやマリ共和国、モーリタニア、ニジェール、セネガル、オートボルタ（現ブルキナファソ）の国々を対象に支援物資の空中投下を始めた。ただし、空中投下については地上輸送の7倍もの費用、十分な広さの投下先の確保、トラックと比べて少ない輸送量などの問題があり、選択肢が無い場合の最後の手段として実施されている。

### 2023年パレスチナ・イスラエル戦争
2024年3月、ガザ地区では食糧難が深刻化し、アメリカ軍による人道支援物資の空中投下が行われた。空中投下に際しては、海域に落下した物資を回収しようとした住民が溺死、投下された物資のパラシュートが開かず民家に直撃し5人が死亡、10人が負傷する事故も発生した。また投下された物資が仮設テントに直撃、付近に落着したことにより、3歳の男の子が死亡、2名が負傷する事故も発生した。同年5月、ハマースは死者の発生状況から、空中投下の中止を訴えた。